# Tănase Barde
Tănase Barde (n. 27 decembrie 1965) este un deputat român în legislatura 1996-2000, ales în județul Constanța pe listele partidului PNȚCD.